# ساداو ياماناكا
ساداو ياماناكا (بالياباني : 山中貞雄) ‎ (7 نوفمبر 1909 - 17 سبتمبر 1938) مخرج وكاتب سيناريو ياباني أخرج أكثر من 20 فيلمًا بين عامي 1932 و 1938  لم يتبقى منها سوى ثلاثة أفلام في شكل شبه كامل وتعد من أهم الأعمال اليابانية في الثلاثينات. كان معاصرًا لعدة مخرجين مُهمين مثل كينغي ميزوغوشي وياسوجيرو أوزو وميكيو ناروسي. توفي ياماناكا بسبب الزحار في منشوريا بعد تجنيده في الجيش الإمبراطوري الياباني. وهو عم المخرج السينمائي الياباني تاي كاتو الذي كتب كتابًا عن ياماناكا .
كان يعتبر لفترة طويلة صانع الأفلام الرئيسي في اليابان، أعيد الاهتمام بأعمال ياماناكا بعد ترميم وإصدار أقراص دي في دي لأفلامه الثلاثة الباقية. وحصل فيلمه الإنسانية والبالونات الورقية 1937، على أول إصدار دي في دي غير ياباني في المملكة المتحدة كإصدار سادة السينما.

## حياته المهنية
بدأ ياماناكا حياته المهنية في صناعة السينما اليابانية في سن العشرين ككاتب ومخرج مساعد لشركة ماكينو.
في عام 1932 بدأ العمل في شركة كانجيرو للإنتاج وهي شركة أفلام صغيرة ومستقلة شبيهة بالعديد من الشركات الأخرى التي تأسست خلال نفس الفترة حيث كانت تتمحور حول سينمائي شهير في الأفلام التاريخية وهو كانجورو أراشي. بدأ الإخراج خلال سنته الأولى في كانجورو، قدم فيها ستة أفلام.اأُكتشف من قبل الناقد ماتسو كيشي واكتسب شهرة في إنتاج أفلام. قام بتشكيل ناروتاكي جومي مع أصدقائه، وكتبوا تحت اسم مستعار كيمباتشي كاجيوارا.
خلال الثلاثينيات من القرن الماضي انتقل بين العديد من شركات الأفلام، واستقر في نهاية المطاف في كيوتو وعمل في شركة نيكاتسو . وكانت معظم أفلامه صامتة حيث لم يكتسب الصوت مكانة بارزة في اليابان حتى 1935-1936. عمل مرتين مع فرقة المسرح اليابانية زينشين زا: أولاً في قرية الرجل الموشوم وفي فيلمه الأخير الإنسانية والبالونات الورقية.
عُرض فيلمه الأخير الإنسانية والبالونات الورقية لأول مرة في نفس اليوم الذي جُند فيه. توفي لاحقًا في مستشفى ميداني في مانشوكو، والمعروفة اليوم باسم منشوريا.

## أعماله الباقية
- The Million Ryo Pot (1935) - also known as Tange Sazen Yowa: Hyakuman Ryo no Tsubo (丹下左膳余話 百万両の壺)
- كشياما سوشون (1936) (河内山宗俊)
- الإنسانية والبالونات الورقية (1937) - also known as Ninjo Kamifusen (人情紙風船)

## روابط خارجية
- ساداو ياماناكا في قاعدة بيانات الأفلام على الإنترنت